# Потиорек, Оскар
Оскар Потиорек (нем. и словен. Oskar Potiorek; 20 ноября 1853, Бад-Блайберг, Каринтия — 17 декабря 1933, Клагенфурт) — австро-венгерский полководец, фельдцейхмейстер (30 октября 1908 года). В 1911—1914 годах — австро-венгерский наместник Боснии и Герцеговины, участник Первой мировой войны.

## Биография
Оскар Потиорек окончил Техническую военную академию в 1867 году и Академию Генерального штаба Австро-Венгрии. C 1879 года служил в Генштабе, в 1886 году стал работать в оперативном бюро, в 1892 году стал его шефом; с 1902 года заместитель начальника Генштаба.
С 1898 года командовал 64-й пехотной бригадой. С 1907 года командир III армейского корпуса (Грац). С 1910 года инспектор армии, с 1911 года председатель земельного правительства Боснии и Герцеговины и инспектор армии со штабом в Сараево, наместник Боснии и Герцеговины.
28 июня 1914 года Потиорек был пассажиром в машине, которая везла эрцгерцога Франца Фердинанда, и присутствовал при убийстве эрцгерцога, причём впоследствии убийца Гаврило Принцип утверждал, что пуля, которой была убита супруга эрцгерцога София, предназначалась именно Потиореку. После убийства как наместник Боснии и Герцеговины санкционировал сербские погромы в Сараеве.
С началом войны Потиорек был назначен главнокомандующим вооруженными силами на Балканах и командующим 6-й австро-венгерской армией. Потиорек показал себя некомпетентным полководцем и, несмотря на то, что имевшаяся в его распоряжении армия была сильнее сербской, не смог в короткий срок разгромить сербскую армию. Особенно тяжёлыми были для австрийцев поражения в битвах у горы Цер и Колубары. 27 декабря 1914 года Оскар Потиорек был уволен в отставку, на его место назначен эрцгерцог Евгений Австрийский. После войны Потиорек уехал в Австрию, где и прожил оставшиеся годы жизни.